# Batalla de Mas Deu
La batalla de Mas Deu se libró el 19 de mayo de 1793 y dio la victoria al general español Antonio Ricardos contra el ejército francés de Luc Siméon Auguste Dagobert, intentando parar el avance a la ciudad de Perpiñán.

## Antecedentes
El gobierno español declaró la guerra a la República Francesa el 17 de abril de 1793 en respuesta a la ejecución de Luis XVI de Francia. El ejército español, bajo el mando del general Antonio Ricardos, invadió el Rosellón por Saint-Laurent-de-Cerdans con unos 25.000 hombres y un centenar de piezas de artillería, ocupando la ciudad poco defendida de Arlés y acercándose a Perpiñán por el valle del río Tec tras la victoria en la batalla de Ceret.

## Orden de batalla
El General Dagobert estableció su línea de defensa en la banda sur de la Península del Rear, utilizando los barrancos del río Rear como fosa natural, desplegando las tropas entre el Mas Deu y el Mas del Conde, y la artillería se colocó en el antiguo castillo del Rear, desde donde se controlaba el avance de las tropas por la carretera de Perpiñán, y en el extremo del plan, dominando todos los accesos.
El general Ricardos dispuso sus tropas en dos líneas: la vanguardia con cuatro regimientos de infantería y uno de caballería, dos batallones de infantería y ocho piezas de artillería; un flanco derecho formado por un regimiento y una brigada de infantería, un regimiento de caballería y seis piezas de artillería; y el flanco izquierdo, formado por un regimiento y un batallón de infantería, cuatro regimientos de caballería y seis piezas de artillería. La segunda fila la formaba una columna de treinta compañías y un regimiento de infantería con seis piezas de artillería, que había de adelantar en pos del centro y unirse con ella, o reforzar un flanco si fuera necesario.

## Desarrollo
El ataque del general Ricardos inicialmente pretendía rodear el ala derecha francesa dispuesta en el Mas del Conde, y a las cinco de la madrugada se inició un duelo de artillería con ventaja francesa, con el que la decisión tomada a las 8 de la mañana fue atacar esta posición desde tres direcciones mientras la caballería, liderada por el propio general Ricardos, atacaría el ala derecha. Pero los barrancos no permitían la maniobra de la caballería, con lo que se retiró tras dos intentos por puntos diferentes bajo el fuego de la artillería. El general Dagobert, creyendo que el ataque principal sería contra el ala derecha, retiró tropas del ala izquierda para reforzar la derecha, dejando muy debilitada la defensa de la artillería, que fue abandonada, siendo cubierta la retirada por la artillería del castillo. El ala derecha aguantó hasta que se acabó la munición, y, viendo el avance de la infantería española, el general Dagobert ordenó la retirada.

## Consecuencias
Esta batalla significa la consolidación de la toma de posiciones del ejército español en su progresión hacia Perpiñán, cortando las comunicaciones de las villas del sur con la ciudad y ocupando Argelers, Elna y las fortificaciones de Bellegarde en junio de 1793.